# Савченко Данило Володимирович
Данило Володимирович Савченко (нар. 31 травня 2002, Донецьк) — український і російський футболіст, півзахисник клубу «Енергетик-БДУ».

## Кар'єра

### Початок кар'єри
Вихованець футбольної академії «Шахтаря» з рідного Донецька. У липні 2019 року перейшов до клубу «Дніпро-1», де став виступати за команду до 19 років. У лютому 2020 року перейшов до краматорського клубу «Авангард-2», проте так і не зіграв за нього і в липні 2020 року отримав статус вільного агента. У лютому 2021 року приєднався до другої команди угорського клубу «Кішварда».

### «Енергія» (Нова Каховка)
У серпні 2021 року перейшов до українського клубу «Енергія». Дебютував за клуб 22 серпня 2021 року в матчі проти клубу «Перемога» . Футболіст одразу ж закріпився в основній команді клубу. Дебютний гол за клуб забив 26 листопада 2021 року також у матчі проти клубу «Перемога».

### «Якобстад»
У квітні 2022 року футболіст перейшов до фінського клубу «Якобстад». Дебютував за клуб 30 квітня 2022 року в матчі проти клубу РоПС, вийшовши на поле у стартовому складі. Протягом усього сезону залишався одним із ключових гравців клубу, результативними діями не відзначившись.

### «Енергетик-БДУ»
У квітні 2023 року приєднався до білоруського клубу «Енергетик-БДУ». Дебютував за клуб 30 квітня 2023 року в матчі проти «Гомеля», вийшовши на заміну на 57 хвилині.